# Nyirák Ignác
Nyirák Ignác (Eperjes (Sáros megye), 1800. november 4. – Székesfehérvár, 1873. június 28.) teológiai és kánonjogi doktor, nagyprépost, pápai főpap és solti apát. 

## Élete
A gimnáziumot szülővárosában kezdte és Egerben bevégezte. 1816-ban a minorita rendbe lépett és Nagybányán a próbaévet töltötte. 1817-18-ban a bölcseletet Szegeden, 1819-20-ban a teológia két évét Egerben végezte. Ekkor özvegy anyja sürgetésére elbocsátását kérte és 1821-1822-ben a diósgyőri kincstári uradalomban, 1823-ban pedig Lilien báró mellett mezei gazdaságot tanulva Ercsiben egy évet töltött. Ezalatt újabb vágya támadt a papi pályára és azon év szeptember 1-jén Székesfejérvárt fölvételi vizsgát tett, úgy, hogy a teológia III. évére felvétetett; az 1824-1825. két évet a papnevelőben kitöltvén, miséspapnak szenteltetett; káplán volt (1826-28) Zsámbékon, Bicskén, Bodajkon, mindenütt egy évet töltve.  
1828. december 30-án a székesfejérvári papnövendékek felügyelője lett, egyszersmind a püspök mellett és káptalannál tiszti hivatalt viselt; két évig (1830-31) az egyháztörténelem és kánonjog tanára volt. Ezen idő alatt a pesti egyetem jogi karán két szigorlatot tett és 1830. október 17-én a kánonjogból doktori oklevelet nyert. Agárdon két évig a plébánia adminisztrátora volt. Ezután a püspöki szemináriumban a teológiát tanította 1841. május 14-ig, midőn a zsámbéki plébániát kapta; 1846. június 6-án egyszersmind alesperes és az iskolák felügyelője, 1852. július 19-én pedig solti apát lett és 1854. július 4-én a Ferenc József-rend III. osztályát kapta. 
1858. január 19-én székesfehérvári kanonokká, 1864. május 11-én nagypréposttá neveztetett ki; a római pápa házi praelátusa, szentszéki ülnök, a zsinati vizsgáló bizottság elnöke és a pesti egyetem jogi karának bekebelezett tagja volt. 

## Munkái
- Ode, honoribus ill. ac rev. dni Pauli Mathiae Szutsits dioecesis Alba-Regalensis episcopi, dum munus suum apostolicum solemniter auspicaretur, a filiali cooperatorum dioecesanorum corona devote oblata X-ma Cal. April. 1828. Albae-Regiae
- Epigrammata biblica. Albae-Regiae, 1845